# Iman (modelka)
Iman (* 25. července 1955 Mogadišu), vlastním jménem Iman Mohamed Abdulmajid (somálsky Iimaan Maxamed Cabdulmajiid, arabsky ايمان محمد عبد المجيد‎) je somálsko-americká modelka, herečka a podnikatelka. V letech 1992–2016 byla manželkou zpěváka Davida Bowieho.
Narodila se v rodině somálského diplomata a gynekoložky, má dva bratry a dvě sestry. Studovala politologii na University of Nairobi v Keni, kde ji objevil americký fotograf Peter Beard. Přestěhovala se do Spojených států a od roku 1976 se následujících 14 let plně věnovala modelingu, přičemž již brzy se stala supermodelkou. Spolupracovala s fotografy jako Helmut Newton, Richard Avedon, Irving Penn či Annie Leibovitzová. V roce 1994 založila vlastní značku kosmetiky Iman Cosmetics, která je určena především pro ženy tmavé pleti. Věnuje se též charitativní činnosti.
Od roku 1979 je také příležitostnou herečkou, debutovala v britském thrilleru Lidský faktor. Později hrála např. také ve filmech Vzpomínky na Afriku, Bez východiska nebo Útěk do ráje, ve sci-fi snímku Star Trek VI: Neobjevená země ztvárnila postavu měňavce jménem Martia.

## Citáty
| „                    | Mojí vysněnou ženou je Iman. | “ |
| — Yves Saint-Laurent |                              |   |